# Diecezja Rio do Sul
Diecezja Rio do Sul (łac. Dioecesis Rivi Australis) – diecezja Kościoła rzymskokatolickiego w Brazylii. Należy do metropolii Joinville, wchodzi w skład regionu kościelnego Sul IV. Została erygowana przez papieża Pawła VI bullą Quam maxime w dniu 23 listopada 1968.

## Biskupi diecezjalni
- Tito Buss (1969 – 2000)
- José Jovêncio Balestieri SDB (2000 – 2008)
- Augustinho Petry (2008 – 2014)
- Onécimo Alberton (2014 – 2023)
- Adalberto Donadelli Júnior (od 2024)